# Telephanus haroldi
Telephanus haroldi là một loài bọ cánh cứng trong họ Silvanidae. Loài này được Schauffuss miêu tả khoa học năm 1876.